# Casa Ordos
La Casata Ordos è una casata mercantile che compare nei videogiochi della Westwood Studios basati sui romanzi di fantascienza del Ciclo di Dune di Frank Herbert. La casa non viene mai nominata nei romanzi, ma solo nel libro The Dune Encyclopedia, inedito in Italia.
La casa Ordos è originaria del pianeta ghiacciato Sigma Draconis, e fa parte del Landsraad. Le sue caratteristiche sono l'avidità e la sete di potere. La descrizione della casa Ordos è interamente fatta nei giochi, poiché anche in The Dune Encyclopedia vi sono poche informazioni su di essa.
Lo stemma degli Ordos cambia nel corso dei giochi: in Dune II e Dune 2000 è un serpente che stringe fra le spire un libro, mentre in Emperor: Battle for Dune il libro viene sostituito da un cerchio blu che rappresenta Sigma Draconis. Invece, in The Dune Encyclopedia nell'emblema degli Ordos vi sono due ossa incrociate con edera, mentre il serpente ed il cerchio blu rappresentano la casa Wallach.
Nei giochi, gli Ordos sono distinti dal colore verde delle loro truppe, in contrasto con il blu degli Atreides e il rosso degli Harkonnen.
Il nome della casa deriva dal Deserto Ordos, situato in Cina, e le origini sulla Terra della casa stessa probabilmente risalgono a quella regione.